# Zivuska Jenő
Zivuska Jenő (Debrecen, 1876. augusztus 10. – Debrecen, 1926. január 12.) erdőmérnök, középiskolai tanár, bölcsészdoktor, filozófia- és irodalomtörténész, erdészeti-, filozófiai- és szépíró.

## Élete
Eperjesen és Debrecenben végezte középiskolai tanulmányait, ezt követően a Selmecbányai Bányászati és Erdészeti Akadémia hallgatója. 1899-ben erdőmérnöki oklevelet szerzett. 1898-tól Selmecbányán, majd Ungvárott erdészeteknél dolgozott. Rövid ideig a Földművelésügyi Minisztériumban szolgált, majd 1901-től a besztercebányai erdészeti igazgatóság levéltárát rendezte. Ezt követően a Budapesti Tudományegyetemen ismét tanulmányokat folytatott, és latin-német szakos középiskolai tanári (1904), majd bölcsészdoktori oklevelet (1911) szerzett. Emellett 1905-től a Besztercebányai Királyi Katolikus Gimnáziumban tanított. Az első világháborúban az ukrajnai területeken szolgált tüzér főhadnagyként. 1918-tól 1925-ig a Debreceni Állami Fazekas Mihály Főreáliska tanáraként működött.
Fiatalon, 49 évesen hunyt el 1926 elején. 2018-ban egy debreceni ház bontása során ismeretlen eredetű emléktáblája került elő, amelyet megtalálói a Debreceni Fazekas Mihály Gimnáziumnak adományoztak. Az emléktáblán a következő felirat áll (disztichon):
„Dr. Zivuska Jenő egyetemi magántanár 1876–1926. 
Drága barát! Tanítód vala Pláton, a lángeszű hellén, 
Nagyszerű szellemedet mégse becsülte korod! 
Láttad a hon vesztét. E csapást nem bírta ki lelked, 
Római sasként föl – messze az égbe röpült.”

## Művei
Zivuska Jenőnek különböző folyóiratokban (Selmeci Híradó, Felvidék, Besztercebánya és Vidéke, Figyelő, Ung, Besztercebányai Hírlap, Budapesti Hírlap, Magyar Erdész, Egyetemes Philologiai Közlöny, Debreceni Ellenőr, Erdészeti Lapok, Budapesti Napló, Pesti Napló, debreceni Fehér Újság, Hajdúföld, Tiszántúli Hírlap, Új Magyarország) sok száz cikke jelent meg, ezeket részben álneveken írta. Emellett több könyve is napvilágot látott:
- A selmeci magyar királyi bányász- és erdész-akadémia ifjúsági körének millenniumi emlékirata 1763–1896. Debrecen, 1896
- Az ítélet. Szomorújáték 5 felvonásban. Selmecbánya, 1897 (előadták Debrecenben 1898-ban)
- Versek. Selmecbánya, 1898
- A becsületbíró. Szomorújáték 4 felvonásban. Budapest, 1901 (Fővárosi Színházak műsora-könyvsorozat 102.)
- Pyrker László élete és művei. Besztercebánya, 1904
- Prolegomena ad fabulas Terentianas. Besztercebánya, 1904
- A Besztercebányai magyar királyi Erdőigazgatóság régi okiratainak tartalomjegyzéke. Besztercebánya, 1906
- A megreformált akadémia. Paedagogiai tanulmány a felső erdészeti oktatás köréböl. Ungvár, 1906
- D. Panslavismus und seine Apostol in Ungarn. Írta Gerő János. Németre átdolgozta Schmidt Frigyessel. Berlin, 1907
- Platon Parmenidese, mint az eszmetan egyik fejezete. Besztercebánya, 1911 (különnyomat a Besztercebányai főgimnázium értesítőjéből)
- A filozófia története Thalestől Platonig. Besztercebánya, 1912
- A methodikai idealismus kritikája Platon alapbölcselete szempontjából. Besztercebánya, 1914 (különnyomat  Besztercebányai királyi katolikus gimnázium 1913/14. évi értesítőjéből)
- A vak Lorenzo. Tragédia. Besztercebánya, 1918
- Az Egyház és az állam. Debrecen, 1921
- A filozófia története. Platón. Debrecen, 1925
- A tartozás. Társadalmi tragédia. Debrecen, 1925

## Egyéb irodalom
- Matusovits Péter: Zivuska Jenő In: Erdészeti Lapok, 1926
- Bessenyei Lajos: Emlékbeszéd Zivuska Jenő felett, Debrecen, 1931
- Szász Károly: A magyar dráma története, Budapest, 1939, 297-298. o.
- Gulyás Pál: Magyar írók élete és munkái – új sorozat I–XIX. Budapest: Magyar Könyvtárosok és Levéltárosok Egyesülete. 1939–1944.  , 1990–2002, a VII. kötettől (1990–) sajtó alá rendezte: Viczián János (a még kiadatlan, kéziratos részben)